# Legends of the Superheroes
Legends of the Superheroes ist ein zweiteiliges Fernseh-Special aus dem Jahr 1979. Die US-amerikanische Comicverfilmung basiert auf Superhelden-Charakteren von DC Comics. Der Film besteht aus den Episoden The Challenge und The Roast.

## Inhalt
Die Mitglieder der Justice League of America versammeln sich, um den Geburtstag von Scarlet Cyclone zu feiern. Er ist im Ruhestand. Die Helden werden jedoch von der Gruppe der Legion of Doom unterbrochen, die verkünden, das sie eine Bombe versteckt hätten. Die Justice League muss nach Hinweisen suchen, damit sie die Bombe aufspüren können. Die Suche war jedoch nur ein Plan von den Schurken, damit die Helden einen Trank trinken, der von Modru gebraut wurde. Durch den Trank verlieren die Helden ihre Superkräfte. Jedoch schaffen sie es, die Bösewichte aufzuhalten, indem sie die Bombe entschärfen und ihre Superkräfte zurückerlangen.

## Produktion und Veröffentlichung
In Legends of the Superheroes spielten Adam West und Burt Ward die Hauptrollen und blieben damit in ihren Rollen als Batman und Robin der Serie The New Adventures of Batman. Auch ein großes Ensemble aus anderen Superhelden von DC Comics wurden übernommen, darunter Garrett Craig als Captain Marvel, Howard Murphy als Green Lantern, Rod Haase als The Flash, Bill Nuckols als Hawkman, Barbara Joyce als The Huntress, Alfie Wise als The Atom und Danuta Wesley als Black Canary.
Bei der Produktion von Hanna-Barbera Productions führten Bill Carruthers und Chris Darley Regie. Auf Grundlage der Idee von Sheldon Moldoff schrieben Peter Gallay und Mike Marmer das Drehbuch. Carruthers war auch Produzent und die Musik komponierten Fred Werner und John Beal. Für die Kameraführung war Greg Brunton verantwortlich und der Schnitt lag bei Harvey Berger und Andy Shubert. Die Kostüme stammen von Warden Neil.
Die beiden Teile liefen am 18. und 25. Januar 1979 auf NBC. Warner Home Video veröffentlichte den Film am 19. Oktober 2010 auf DVD. Darüber hinaus erschien das Special in Australien und Kanada sowie lokalisierte Fassungen in Italien, Japan und Serbien.

## Rezeption
Laut IGN ist das Special noch mehr Camp im Stil als die dafür berüchtigten Batman-Serien der 1960er Jahre, ein „bizarres pseudo-Varieté“ und „Horror jenseits der Vorstellungskraft“. Immerhin sei dies einer der ersten Realfilmauftritte für die Gerechtigkeitsliga und für manche ihrer Mitglieder sogar der letzte bis heute. Doch die als Comedy aufgezogene Kurzserie sei „nervtötend schrecklich“, kein einziger der Wortspiele, mit denen sie gefüllt sei, funktioniere. Die erste Folge sei „gerade noch anschaubar, vergleichbar mit einem Zugunfall“, während Folge 2 „Seelenschäden verursachen“ könne. Nach diesem Film habe das Batman-Franchise die danach folgende lange Pause von Realverfilmungen bitter gebraucht.
Karl Stern wertete auf seiner Webseite whenitwascool.com: „Legends of the Superheroes: The Challenge bot weder Spannung noch Action. Es wurde jedoch viel herumgesessen und unlustige Witze gemacht, während eine Lachkonserve abgespielt wurde. Die Komödie war miserabel. Sinestro (Charlie Callas) war besonders ärgerlich. Die Charaktere, insbesondere die Bösewichte, waren alle so übertrieben gespielt und so überzogen, als hätte man sich Vaudeville um 1919 angesehen.“ Auch die zweite Folge wurde nicht besser beurteilt, das sie keine Handlung, sondern nur „eine Reihe von Stand-Up-Routinen“ enthalten hätte.
Ähnlich beurteilte Adrian Halen die Filme bei horrornews.net und meinte: „Legends of the Super Heroes“ ist das, was man „ein Kultangebot nennen würde, das nie genug Kultaufmerksamkeit erlangt hat, um es zu rechtfertigen, darüber zu sprechen.“